# 西氏 (熊本)
西氏（熊本）は、熊本県の武家。

## 菊池氏族西氏
肥後の豪族。
- 西入道：菊池経直の孫である出田経道が、西氏を名乗る。
- 西左馬助：菊池武朝の弟。
- 西兵庫頭：『小代文書』に名見ゆ。

## 藤原南家相良氏族
- 西長咬：相良近江守長毎の弟。
- 西次郎：相良三河守長時。

## 阿蘇氏族西氏
- 西惟充：天文13年（1544年）3月、阿蘇氏家臣連署状写に名みゆ。烏山光康勅使に接見し、後奈良天皇の後押しで、阿蘇惟豊の従二位への昇格を準備[2]。
- 西惟玄：永禄3年（1560年）、中原口合戦（南小国町）で阿蘇惟将を支え、活躍する。[2]
- 西惟栄：惟玄と同じく中原口合戦で賞されている。[2]
- 西惟延：越前守。阿蘇惟光から、宥職坊を使者として志賀親守に宛てた手紙の中で、副臣として賞されている。[2]しかし、阿蘇合戦では、かつて大宮司の職位を争い薩摩に逃れ、今は島津の庇護下にある阿蘇一族の惟賢を、濱の館に大宮司として迎え、島津の矛を収めさせようと考えて腹心の北里周防守と西源兵衛に打ち明けた。それは阿蘇家への裏切りであると後者の二人は憤る。
- 西源兵衛：阿蘇惟光、阿蘇惟善を目丸山に隠した人物の一人。『拾集昔語』によれば、「口宣文書ハ坂梨氏背負可申候、此外ノ御宝物ハ浜ノ御所江人シラサル穴蔵有之候ニ隠置、迫、井手両頭在番仕、与御母子様共ニ被成御上京ト申フラシ、鳥居之大門ヲタテテ、小門ヲ聞キ、注連ヲ引廻シ、諸人出入令禁制可罷有候、御両若君ヘハ坂梨氏孫太郎、西源兵衛、渡辺軍兵衛此三人供奉仕、砥用矢部境ノ奥田丸ノ深山幽谷ヘ忍ヒ隠レ守仕、時分ヲ待可申旨申合」とある[3][4]。
- 西惟貢：天正18年（1590年）5月20日、阿蘇家文書に名見ゆ。竹崎長秀とともに、阿蘇惟賢に随行していたが、阿蘇本家に復帰することを誓う連署起請文に署名する[2]。これにより阿蘇惟光への忠誠を誓う。
- 西惟安：左衛門金吾。下益城郡中央町に住んだ大力であり、若宮神社内の梅林神社に祀られる怪力の人物[5]。

## 名和氏族西氏
- 西左衛門尉：名和顕生のこと。名和弾正教長の孫。
- 西顕元：西左衛門尉の息子。